# Station Bad Hersfeld
Station Bad Hersfeld is een spoorwegstation in de Duitse plaats Bad Hersfeld. Het station werd in 1866 geopend. 